# Sông Đăk R'me Nhỏ
Sông Đăk R'me Nhỏ là một con sông đổ ra Sông Đăk R'me. Sông Đăk R'me Nhỏ chảy qua các tỉnh Bình Phước và Đắk Nông .
Sông có chiều dài 32 km và diện tích lưu vực là 115 km² .

## Chỉ dẫn
1. ↑  Trong tiếng các dân tộc thuộc nhóm ngôn ngữ Môn-Khmer ở Tây Nguyên và trong tiếng Việt cổ (trước thế kỷ 16, xem Chữ Nôm) thì "đăk" có nghĩa là nước, sông, suối, còn "krông" có nghĩa là sông.